# マズルカ作品59 (ショパン)
フレデリック・ショパンのマズルカ作品59（マズルカさくひんごじゅうきゅう）は、1845年に作曲された3つのマズルカ作品。ジョルジュ・サンドのノアンの館で作曲された。献呈先はなし。

## 作品59-1
マズルカ第36番、イ短調。
クヤヴィアクのリズムで書かれ、哀愁漂う曲となっている。冒頭に現れるE-H-C-A-H-Gis-Eの主題は順次進行を避け、下行と上行の跳躍が混ざった音型になっている。この主題が転調していき、中間部はでは同主調のイ長調に転調し、半音階を巧みに使った右手声部が現れる。これを利用して、再現部は遠隔調の嬰ト短調で主題が現れる。

## 作品59-2
マズルカ第37番、変イ長調。
マズルのリズムで書かれ、かわいらしく洗練されたワルツ。右手では、単旋律と6度音程の重音部分が交替に現れる。再現部での左手での旋律線は巧妙な変奏である。コーダではショパンに特徴的な半音階的下降が美しい。自筆譜では1枚の五線紙にすべて書き込まれている。

## 作品59-3
マズルカ第38番、嬰ヘ短調。ヒラーに贈呈した自筆譜ではト短調で書かれているが、出版する際の自筆浄書譜では嬰ヘ短調に移調させている。
Vivaceの指示からも分かるように、急速な踊りであるオベレクのリズムが用いられ、短調でも晴れ晴れしている。中間部では嬰ヘ長調に転調し、左手に対旋律的な動きが現れる。